# グライムスゴールデン
‘グライムスゴールデン’ (英: ‘Grimes Golden’) は、アメリカ合衆国ウェストバージニア州で偶然見つかった実生に由来するリンゴ（セイヨウりんご）の古い栽培品種である。‘Golden Pippin’、‘Grimes’、‘Grimes Golden Pippin’ともよばれる。果実は黄緑色から黄色、果肉は甘酸っぱく、スパイシーな風味がある。著名な品種である‘ゴールデンデリシャス’の親であると考えられている。

## 特徴
生育は旺盛、樹形は直立して広がる（下図2a）。晩生性、豊産性であるが収量が一定しない。
果実は中型から大型、円形から長円形、やや円錐形（上図1, 2b）。果皮は熟すと黄緑色から黄金色になる（上図1, 2b）。サビが生じやすい（上図2b）。果肉は果汁に富み、柔らかく、糖分が多く（ときに18%）、独特の酸味とスパイシーな風味がある。
生食されることもあるが、酸味が強いためアップルソースに適している。また糖分含量が多いため、発酵させてアップルジャックの原料とされた。

## 歴史
アメリカ合衆国ウェストバージニア州にあったThomas Grimes Sr.の農場において、偶発実生として発見・利用された。この果実は1805年に取引された記録があり、その起源は18世紀にさかのぼる可能性がある。記録としては、1857年に‘Grimes' Golden Pippin’の名で記されている。20世紀初頭までは、アメリカ合衆国において比較的多く栽培されていたが、その後は減少した。

## 派生品種
リンゴの著名な品種である‘ゴールデンデリシャス’は、おそらく‘グライムスゴールデン’に由来する。また、‘グライムスゴールデン’を花粉親とした品種として‘Jonagrimes’（種子親は‘ジョナサン’）や‘Jubilee’（種子親は‘マッキントッシュ’）、‘Sinta’（種子親は‘ゴールデンデリシャス’）、‘グライムスゴールデン’を種子親とした品種として‘Winter Gem’（花粉親は‘コックスオレンジピピン’）、‘Winter Gem’（花粉親は不明）が知られている。